# Jim Clark (editor)
Jim Clark (Boston, 24 de maio de 1931 — Londres, 25 de fevereiro de 2016) foi um editor britânico. Venceu o Oscar de melhor montagem na edição de 1985 por The Killing Fields.